# ۱-بوتیل-۳-متیل‌ایمیدازولیوم هگزافلوئوروفسفات
۱-بوتیل-۳-متیل‌ایمیدازولیوم هگزافلوئوروفسفات (به انگلیسی: 1-Butyl-3-methylimidazolium hexafluorophosphate) با فرمول شیمیایی C۸H۱۵F۶N۲P یک ترکیب شیمیایی با شناسه پاب‌کم ۲۷۳۴۱۷۴ است. که جرم مولی آن ۲۸۴٫۱۸۲۲۸ g/mol می‌باشد. شکل ظاهری این ترکیب، مایع زرد روشن است.